# Simone Gonin
Simone Gonin (* 23. August 1989 in Savigliano) ist ein italienischer Curler. Er spielt derzeit als Lead im Team von Joël Retornaz.

## Karriere
Gonin spielte erstmal international bei der European Junior Challenge 2006, dem damaligen Qualifikationsturnier für die Juniorenweltmeisterschaft. Als Ersatzspieler im Team von Giorgio da Rin gewann er den Wettbewerb und nahm an der Juniorenweltmeisterschaft 2006 teil, bei der die italienische Mannschaft Zehnter wurde. Bei weiteren Teilnahmen an der European Junior Challenge 2010 und 2011 konnte er sich nicht für die Weltmeisterschaft qualifizieren.
Seine erste Europameisterschaft spielte er 2012 mit Fabio Sola als Skip; die Mannschaft belegte den 15. Platz. Im gleichen Jahr spielte er bei der Mixed-Doubles-Weltmeisterschaft; zusammen mit Lucrezia Salvai kam er auf den zwölften Platz. Es folgten ein neunter Platz bei der Mixed-Doubles-Weltmeisterschaft 2015 (mit Lucrezia Salvai) und ein weiterer zwölfter Platz 2017 (mit Veronica Zappone).
Bei der Europameisterschaft 2017 spielte er als Ersatzspieler im Team vom Joël Retornaz und wurde Achter. Die italienische Mannschaft qualifizierte sich damit für die Weltmeisterschaft 2017, bei der Gonin wieder als Ersatzspieler dabei war. Die Mannschaft belegte den neunten Platz. 
Beim Qualifikationsturnier für die Olympischen Winterspiele 2018 spielte er als Second in der von Retornaz geführten Mannschaft und sicherte sich und dem italienischen Team (Skip: Joël Retornaz, Third: Amos Mosaner, Lead: Daniele Ferrazza, Ersatz: Andrea Pilzer) einen der beiden verbleibenden Startplätze für das olympische Turnier der Männer. In Pyeongchang kam er mit dem italienischen Team nach drei Siegen und sechs Niederlagen in der Round Robin auf den neunten Platz.
Bei der Europameisterschaft 2018 in Tallinn spielte er unter Retornaz auf der Position des Lead und gewann mit der italienischen Mannschaft die Bronzemedaille.